# Suman Rao
Suman Rao (Gurgaon, Udaipur, Rayastán, 23 de noviembre de 1998) es una modelo y reina de belleza India, quién fue la ganadora y representará a su nación en el concurso Miss Mundo 2019 que se celebrará en Pattaya, Tailandia, el 7 de diciembre de 2019.

## Temprana edad y educación
Rao nació el 23 de noviembre de 1998 en la aldea de Aidena, cerca de Udaipur, Rayastán. Su padre, Ratan Singh Rao, es un joyero, mientras que la madre Sushila Kunwar Rao es ama de casa. Ella tiene dos hermanos, Jitendra y Chirag. Su familia se mudó a Mumbai cuando ella tenía un año. Realizó sus estudios en la Escuela de Académicos y Deportes de Mahatma en Navi Mumbai y está realizando el curso de Contabilidad Pública de la Universidad de Mumbai. Ella también es una bailarina Kathak entrenada.

### Miss Mundo 2019
Suman representará a India en el concurso Miss Mundo 2019 que se celebrará en Pattaya, Tailandia, el 7 de diciembre de 2019. Desde donde, Vanessa Ponce de México coronará a su sucesor al final del concurso.
| Predecesor: Anukreethy Vas Tamil Nadu | Femina Miss India World 2019 2019 | Sucesor: - |